# 알샤르흐
꾸란의 94장 알샤르흐는 하나님이 무함마드를 그에 대한 믿음으로 인도한 내용, 선지자로서 겪을 고난(아랍어:위즈르), 고난(아랍어:위즈르) 이후 구원이 온다는 내용과 주님에게 진실된 신앙을 강구해야 한다는 내용으로 이뤄졌다.
| 이 전 알라일 | 수라 94 (아랍어 원문) | 다 음 장 틴 |
| 1 2 3 4 5 6 7 8 9 10 11 12 13 14 15 16 17 18 19 20 21 22 23 24 25 26 27 28 29 30 31 32 33 34 35 36 37 38 39 40 41 42 43 44 45 46 47 48 49 50 51 52 53 54 55 56 57 58 59 60 61 62 63 64 65 66 67 68 69 70 71 72 73 74 75 76 77 78 79 80 81 82 83 84 85 86 87 88 89 90 91 92 93 94 95 96 97 98 99 100 101 102 103 104 105 106 107 108 109 110 111 112 113 114 |                       |             |